# Mark Aguirre
Mark Anthony Aguirre (Chicago, 10 december 1959) is een Amerikaans oud-basketballer die met de Detroit Pistons tweemaal het NBA kampioenschap won.

## Carrière
Aguirre speelde collegebasketbal voor de DePaul Blue Demons. In 1980 maakte hij deel uit van de Amerikaanse selectie voor de Olympische Zomerspelen in Moskou. Als gevolg van de Amerikaanse boycot kon hij echter niet deelnemen. In 1981 stelde hij zich kandidaat voor de NBA draft. Hij werd als eerste gekozen in de eerste ronde door de Dallas Mavericks. Hij maakte zijn debuut voor de ploeg op 30 oktober tegen de Utah Jazz. In totaal scoorde Aguirre 13.930 punten voor de Mavericks, waarmee hij op een derde plaats prijkt in de topschutterslijst aller tijden van de Mavericks. Zowel in 1984, 1987 als 1988 werd Aguirre geselecteerd voor de NBA All-Star Game. Na zeven seizoenen en een half verhuisde hij in een ruil naar de Detroit Pistons, Dallas kreeg Adrian Dantley en een 1ste ronde draft in 1991. Hij speelde dat seizoen ook meteen kampioen met de Pistons, wat ze ook het daaropvolgende seizoen konden herhalen. Hij tekende in 1993 als vrije speler bij de Los Angeles Clippers en ging in 1994 met pensioen.
In 2002 ging hij als assistent-coach aan de slag bij de Indiana Pacers. In 2003 begon hij ook als assistent bij de New York Knicks tot hij hier in 2008 mee stopte.

## Erelijst
- NBA-kampioen: 1988/89, 1989/90
- NBA All-Star Game: 1984, 1987, 1988
- Nummer 24 teruggetrokken door de DePaul Blue Demons
- DePaul Athletics Hall of Fame: 1996[3]
- Chicagoland Sports Hall of Fame: 2013[4]
- College Basketball Hall of Fame: 2016[5]

## NBA-Statistieken

### Regulier seizoen
| Seizoen  | Team                 | WG  | WS  | MPW  | 2P%  | 3P%  | FW%  | RPW | APW | SPW | BPW | PPW  |
| -------- | -------------------- | --- | --- | ---- | ---- | ---- | ---- | --- | --- | --- | --- | ---- |
| 1981/82  | Dallas Mavericks     | 51  | 20  | 28,8 | 46,5 | 35,2 | 68,0 | 4,9 | 3,2 | 0,7 | 0,4 | 18,7 |
| 1982/83  | Dallas Mavericks     | 81  | 75  | 34,4 | 48,3 | 21,1 | 72,8 | 6,3 | 4,1 | 1,0 | 0,3 | 24,4 |
| 1983/84  | Dallas Mavericks     | 79  | 79  | 36,7 | 52,4 | 26,8 | 74,9 | 5,9 | 4,5 | 1,0 | 0,3 | 29,5 |
| 1984/85  | Dallas Mavericks     | 80  | 79  | 33,7 | 50,6 | 31,8 | 75,9 | 6,0 | 3,1 | 0,8 | 0,3 | 25,7 |
| 1985/86  | Dallas Mavericks     | 74  | 73  | 33,8 | 50,3 | 28,6 | 70,5 | 6,0 | 4,6 | 0,8 | 0,2 | 22,6 |
| 1986/87  | Dallas Mavericks     | 80  | 80  | 33,3 | 49,5 | 35,3 | 77,0 | 5,3 | 3,2 | 1,1 | 0,4 | 25,7 |
| 1987/88  | Dallas Mavericks     | 77  | 77  | 33,9 | 47,5 | 30,2 | 77,0 | 5,6 | 3,6 | 0,9 | 0,7 | 25,1 |
| 1988/89  | Dallas Mavericks     | 44  | 44  | 34,8 | 45,0 | 29,3 | 73,0 | 5,3 | 4,3 | 0,7 | 0,7 | 21,7 |
| 1988/89  | Detroit Pistons      | 36  | 32  | 29,7 | 48,3 | 29,3 | 73,8 | 4,2 | 2,5 | 0,4 | 0,4 | 15,5 |
| 1989/90  | Detroit Pistons      | 78  | 40  | 25,7 | 48,8 | 33,3 | 75,6 | 3,9 | 1,9 | 0,4 | 0,2 | 14,1 |
| 1990/91  | Detroit Pistons      | 78  | 13  | 25,7 | 46,2 | 30,8 | 75,7 | 4,8 | 1,8 | 0,6 | 0,3 | 14,2 |
| 1991/92  | Detroit Pistons      | 75  | 12  | 21,1 | 43,1 | 21,1 | 68,7 | 3,1 | 1,7 | 0,7 | 0,1 | 11,3 |
| 1992/93  | Detroit Pistons      | 51  | 15  | 20,7 | 44,3 | 36,1 | 76,7 | 3,0 | 2,1 | 0,3 | 0,1 | 9,9  |
| 1993/94  | Los Angeles Clippers | 39  | 0   | 22,0 | 46,8 | 39,8 | 69,4 | 3,0 | 2,7 | 0,5 | 0,2 | 10,6 |
| Totaal   | Totaal               | 923 | 639 | 30,0 | 48,4 | 31,2 | 74,1 | 5,0 | 3,1 | 0,7 | 0,3 | 20,0 |
| All Star | All Star             | 3   | 0   | 14,0 | 54,2 | 40,0 | 80,0 | 1,3 | 1,3 | 0,7 | 0,3 | 12,0 |

### Play-off
| Seizoen | Team             | WG  | WS | MPW  | 2P%  | 3P%  | FW%  | RPW | APW | SPW | BPW | PPW  |
| ------- | ---------------- | --- | -- | ---- | ---- | ---- | ---- | --- | --- | --- | --- | ---- |
| 1983/84 | Dallas Mavericks | 10  | 10 | 35,0 | 47,8 | 0,0  | 77,2 | 7,6 | 3,2 | 0,5 | 0,5 | 22,0 |
| 1984/85 | Dallas Mavericks | 4   | 4  | 41,0 | 49,4 | 50,0 | 84,4 | 7,5 | 4,0 | 0,8 | 0,0 | 29,0 |
| 1985/86 | Dallas Mavericks | 10  | 10 | 34,5 | 49,1 | 33,3 | 36,3 | 7,1 | 5,4 | 0,9 | 0,0 | 24,7 |
| 1986/87 | Dallas Mavericks | 4   | 4  | 32,5 | 50,0 | 0,0  | 76,7 | 6,0 | 2,0 | 2,0 | 0,0 | 21,3 |
| 1987/88 | Dallas Mavericks | 17  | 17 | 21,6 | 50,0 | 38,2 | 69,8 | 5,9 | 3,3 | 0,8 | 0,5 | 21,6 |
| 1988/89 | Detroit Pistons  | 17  | 17 | 27,2 | 48,9 | 27,6 | 73,7 | 4,4 | 1,6 | 0,5 | 0,2 | 12,6 |
| 1989/90 | Detroit Pistons  | 20  | 3  | 22,0 | 46,7 | 33,3 | 75,0 | 4,6 | 1,4 | 0,5 | 0,2 | 11,0 |
| 1990/91 | Detroit Pistons  | 15  | 2  | 26,5 | 50,6 | 36,4 | 82,4 | 4,1 | 1,9 | 0,8 | 0,1 | 15,6 |
| 1991/92 | Detroit Pistons  | 5   | 0  | 22,6 | 33,3 | 20,0 | 75,0 | 1,8 | 2,4 | 0,4 | 0,2 | 9,0  |
| Totaal  | Totaal           | 102 | 67 | 29,0 | 48,5 | 31,7 | 74,3 | 5,3 | 2,6 | 0,7 | 0,2 | 17,1 |

4 Dumars · 
10 Rodman · 
11 Thomas · 
15 Johnson · 
22 Salley · 
23 Aguirre · 
24 Williams · 
25 Long · 
34 Dembo · 
40 Laimbeer · 
44 Mahorn · 
53 Edwards · 
Coach Daly
00 Bedford · 
4 Dumars · 
10 Rodman · 
11 Thomas · 
12 Henderson · 
15 Johnson · 
22 Salley · 
23 Aguirre · 
33 Greenwood · 
35 Hastings · 
40 Laimbeer · 
53 Edwards · 
Coach Daly